# 李彦 (1928年)
李彦（1928年—），原名钟岳，男，北京人，中华人民共和国政治人物，曾任中共中央宣传部副部长，中华全国新闻工作者协会副主席。